# Niedobór deaminazy adenozynowej
SCID/ADA (ciężki złożony niedobór odporności w wyniku niedoboru deaminazy adenozynowej) – ciężki złożony niedobór immunologiczny spowodowany mutacją genu deaminazy adenozynowej (ADA). Jest to choroba genetyczna dziedziczona autosomalnie recesywnie.

## Epidemiologia
Częstość występowania SCID/ADA wynosi 1:375 000. Choroba ta stanowi około 20% wszystkich wrodzonych niedoborów immunologicznych.

## Etiologia
Choroba spowodowana jest mutacją genu ADA znajdującego się na długim ramieniu chromosomu 20. W wyniku mutacji występuje niedobór enzymu deaminazy adenozynowej, który m.in. deaminuje deoksyadenozynę do deoksyinozyny. Skutkiem niedoboru enzymu jest gromadzenie się deoksyadenozyny w komórkach. W prekursorach limfocytów T i limfocytach T kinaza deoksycytydynowa fosforyluje deoksyadenozynę do trifosforanu deoksyadenozyny, który jest toksyczny dla dzielących się komórek. 

## Leczenie
Prowadzone są próby leczenia SCID/ADA za pomocą terapii genowej. Pierwszą próbę kliniczną terapii genowej tej choroby przeprowadzono w 1990 roku w Narodowym Instytucie Zdrowia w Betesdzie (wcześniej schorzenie leczono jedynie allogenicznymi przeszczepami szpiku kostnego lub podając bydlęcą deaminazę adenozynową z glikolem polietylenowym (PEG-ADA)). Pierwszą pacjentką była 4-letnia dziewczynka, której do wyizolowanych z krwi obwodowej limfocytów T wprowadzono gen kodujący ludzką deaminazę adenozynową za pomocą wektorów retrowirusowych. W ciągu 23 miesięcy otrzymała ona 11 infuzji limfocytów T zmodyfikowanych genem ADA. 5 lat po ostatniej infuzji zaobserwowano u niej 25% poziom deaminazy adenozynowej w porównaniu z poziomem odnotowywanym u zdrowych ludzi. Pacjentka jest pierwszym przypadkiem na świecie leczonym terapią genową, u którego odnotowano sukces terapeutyczny. Pacjenci, na których prowadzone są próby kliniczne terapii genowej poddawani są uzupełniającej terapii PEG-ADA.